# 육성회
육성회(育成會) 또는 학교 기성회(期成會)는 학교의 학부모, 교사, 졸업생, 지역 유지, 학교 후원자들로 구성된 비상설 모임이다. 6.25 전쟁 이후 파괴된 학교 시설, 설비, 재정 후원의 목적으로 조직되었다. 1970년부터는 육성회로 명칭이 변경되었다. 미국의 사친회(Parent Teacher Association, PTA)에서 유래되었다.

## 사친회
1897년 2월 17일 미국의 버니(A. M. Birney,A.M.) 등의 주도로 어린이, 학생의 학교생활, 교육, 건강, 급식 및 생활 지원, 지도를 목적으로 미국 워싱턴에서 전국어머니회를 개최한 것이 시작이었다. 그 뒤 전국어머니사친회로 정식 조직되고, 1924년 학부모와 교사의 협의 조직으로 전국사친회연합회가 구성, 미국 각지로 전파되었다.

## 기성회
1895년부터 조선, 대한제국에서는 각 학교, 학회 설립을 준비하기 위한 사전조직으로 기성회라는 모임이 등장하였다. 학교, 학회, 교육기관, 사회복지시설 외에도 단체 설립, 조직을 위한 사전조직, 준비조직의 목적으로 모인 소모임을 기성회로 부른다.

## 현대 한국
6.25 전쟁 이후 황폐화된 학교 시설, 장비 마련 및 개선 등의 목적으로 학교의 학부모, 교사, 졸업생, 지역 유지, 학교 후원자들 등이 중심이 되어 기성회, 사친회 등의 모임이 자발적으로 조직되었다. 학교 기성회와 사친회는 1962년 육성회라는 이름으로 통일되었다. 기성회, 사친회, 육성회 등은 학교의 정책, 운영방안, 건의사항 등의 일부를 결정, 수정하는 자문회의의 성격을 지닌다. 자발적인 기금 마련으로 육성회비가 매달 각출하여 예산 외에 필요한 장비, 조직 마련 기금으로 운영되었다. 그러나 육성회비 운용 등을 놓고 서울특별시 등 일부 지역에서는 민원, 분쟁의 소지가 벌어져, 어떤 운영 기준 마련이 요구되었다.
1964년부터는 육성회비로 직원을 채용, 학교장, 교감의 의전, 교원 업무보조 등의 업무를 맡겼다. 육성회 설치 기준은 1970년 2월 10일 문교부령으로 육성회 관리 지침이 정식 공표, 포고되었다. 육성회는 1970년 3월, 1970년도 1학기부터 정식으로 제정되었다.
육성회 지침이 포고된 직후에도 일부 잡부금 징수 등의 문제가 벌어지기도 했다. 1997년 육성회를 학부모회로 그 이름을 바꾸고, 구성은 학부모위원, 교사위원/교원위원, 지역 유지, 시도의원, 졸업생, 학교 후원자 등으로 구성된 지역위원으로 개편하고, 학교 규모에 따라 위원 수 정원을 정하게 했으며, 그 기능을 축소하였다.